# Bilé I
Pour les articles homonymes, voir Bilé (homonymie).
Ne doit pas être confondu avec Bilé II.
Bilé I est une localité du Cameroun située dans le département du Logone-et-Chari et la Région de l'Extrême-Nord. Elle fait partie de la commune de Waza et du canton de Waza rural.

## Population
Lors du recensement de 2005, on y a dénombré 324 habitants.